# Tillsmaren
Tillsmaren är en sjö i Norrtälje kommun i Uppland och ingår i Norrtäljeån-Åkerströms kustområde. Sjön har en area på 0,045 kvadratkilometer och ligger 3,7 meter över havet.

## Delavrinningsområde
Tillsmaren ingår i det delavrinningsområde (662967-167868) som SMHI kallar för Utloppet av Infjärden. Medelhöjden är 9 meter över havet och ytan är 22,61 kvadratkilometer. Det finns inga avrinningsområden uppströms utan avrinningsområdet är högsta punkten. Avrinningsområdets utflöde mynnar i havet. Avrinningsområdet består mestadels av skog (55 procent) och jordbruk (17 procent). Avrinningsområdet har 1,13 kvadratkilometer vattenytor vilket ger det en sjöprocent på 5 procent. Bebyggelsen i området täcker en yta av 2,93 kvadratkilometer eller 13 procent av avrinningsområdet.